# Son Chang-Seop
Son Chang-seop (en hangeul : 손창섭, 1922 - 23 juin 2010) est un écrivain sud-coréen.

## Biographie
Son Chang-seop est né à Pyongyang dans la province de Pyongannam-do en Corée (actuellement Corée du Nord) en 1922. En 1935, alors qu'il n'a que 13 ans, il quitte sa ville natale pour se rendre d'abord en Mandchourie, avant d'atteindre un an plus tard le Japon où il poursuit ses études secondaires. En 1946, il sort diplômé de l'université Nihon au Japon avec pour spécialité le droit, avant de revenir en Corée la même année. En 1973 il part s'installer définitivement avec sa femme japonaise au Japon, d'où il ne donnera plus signe de vie. On apprendra qu'il a acquis la double nationalité, japonaise et coréenne en 1998.
Il a fait ses débuts littéraires en 1952 avec sa nouvelle Jours fériés (Gong-hyu-il).
En 1956, il remporte le prix du Nouvel écrivain décerné par la revue littéraire Hyundae Munhak et en 1959 le prix littéraire Dong-in pour son récit Les gens en marge (Ing-yeo in-gan) .
Il décède le 23 juin 2010 à Tokyo.

## Œuvre
Son récit Réfugié (Yumaeng) narre les aventures de l'auteur au Japon, à la fois ses réussites et ses difficultés en tant qu'immigrant coréen. Il veut à travers ce roman sensibiliser les Coréens au statut des nombreux exilés coréens au Japon, appelés "Jae-il Kyopo".
Son récit L'enfant qui se bat (Ssa-uneun a-i) est un livre destiné à la jeunesse où l'auteur explique ce qu'est l'amour, et comment l'Homme peut devenir proche des animaux et sympathiser avec eux.
Son roman Jour de pluie (Bi oneun nal) revient sur les conséquences de la guerre de Corée, notamment sur le désespoir des familles brisées qu'elle a laissées derrière elle.